# GCC (informatika)
A GCC a GNU Compiler Collection rövidítése.
Szabadon elérhető C, C++, Pascal, Objective-C, Java, Fortran és Ada fordító, elsősorban Linux és BSD – tehát POSIX – rendszerekre, de létezik Microsoft Windows-ra készített változata is (MinGW -n keresztül), rengeteg CPU és architektúra támogatott, amire a GCC tud fordítani.
Eredetileg a gcc GNU C Compiler-t jelentett, és csak is kizárólag C programozási nyelvet tudott kezelni. A gcc 1.0-t 1987-ben adták ki, majd a fordítót kiterjesztették arra, hogy C++-t is képes legyen lefordítani, az év decemberében. Később front end-et fejlesztettek többek közt a következőkhöz: Objective-C, C++, Fortran, Java (Gcj), Ada (Gnat), és Go.
A Free Software Foundation (FSF) adja ki a GCC-t GNU General Public License (GNU GPL) alatt. A GCC fontos szerepet játszott a szabad szoftver növekedésében, mind eszközként, mind példaként.

## Történelmi áttekintés
Eredetileg GNU C Compiler-ként indult, és ennek a projektnek köszönheti a fejlődését sok nyílt forrású operációs rendszer, többek között a Linux és a nyílt BSD-k is.

## Támogatott architektúrák
- AArch64
- andes (nds32)
- arc
- ARM
- AVR
- Blackfin
- c4x
- C6X
- CR16
- CRIS
- Epiphany
- fr30
- h8300
- i386 (i486, i586, i686, i786)
- m32c
- m32r
- m68hc11 (m68hc12)
- m68k
- mcore
- MeP
- MicroBlace
- mips (mipsel, mips64, mips64el)
- MMIX
- mn10300
- msp430
- pa
- pdp11
- riscv
- rs6000 (powerpc, powerpcle)
- rx
- sh
- sparc (sparclite, sparc64)
- tilegx
- tilepro
- v850
- vax
- xtensa
- z/Architecture (S/390)[5]

## Kiadási stratégia

GCC kiadási stratégia

Az új kiadási menetrend során általában három fejlesztési állapotot hoznak létre, mielőtt egy branchot létrehoznak.
A nagyobb változtatások során adnak branchot a projekthez, melyek lehetnek:
- új C++ parser esetén
- új memória allokációs séma esetén
- új optimalizációs lépés

Minden branch után új kiadási menetrend következik, valamint jellemzően két havonta bug-fix foltot is kiadnak az eredeti kiadáshoz.